# 羊男的冰島冒險
《羊男的冰島冒險》是由冰島導演格里莫·哈科森納於2015年執導的電影作品，於第68屆坎城影展一種注目單元首映，並獲得最佳影片；本片也獲選為參與奧斯卡最佳外語片獎提名競逐的冰島代表，但並未獲得提名。

## 劇情
因為心結而40年不往來的兄弟檔，各自在偏遠的山谷裡靠牧羊維生，彼此又是每年「最佳公羊競賽」的勁敵；面對羊隻傳染病蔓延，政府下令撲殺羊隻，兩兄弟唯有彼此合作才有可能化險度過難關。

## 外部連結
- 互联网电影数据库（IMDb）上《羊男的冰島冒險》的资料（英文）
- 爛番茄上《羊男的冰島冒險》的資料（英文）
- 開眼電影網上《羊男的冰島冒險》的資料（繁體中文）
- 豆瓣电影上《羊男的冰島冒險》的資料 （简体中文）